# Cool, Calm And Collected
Pistes de Between the Buttons
She Smiled Sweetly
(5) All Sold Out
(7)
Cool, Calm & Collected est une chanson du groupe de rock britannique The Rolling Stones parue en janvier 1967 dans l'album Between the Buttons.

## Analyse artistique

### Analyse des paroles
La fille dont parle Mick Jagger dans la chanson a bien des atouts en plus d'être "décontractée, calme et sereine" : elle est "riche", "sait à qui adresser des sourires" et "connait de bons jeux auxquels il faut jouer". Mais il y a une forme d'ironie à travers le texte. Une phrase telle que  "Et ses dents aiguisées prêtes à mordre" laisse deviner une certaine critique à l'égard de cette femme de pouvoir qui est prête à en user et en abuser pour arriver à ses fins.

### Structure musicale
Les Rolling Stones découvrent le vaudeville et le music-hall à travers cette chanson, similaire à certaines chansons des Kinks dont Party Line et Little Queen of Darkness parues quelques mois plus tôt dans l'album Face To Face. Une fois de plus à travers les sessions d'enregistrement de Between the Buttons, Brian Jones s’amuse à créer ce climat singulier. Délaissant ses guitares, il a branché le dulcimer qu'il avait joué sur Lady Jane sur l'album précédent. Bien que son jeu ne soit pas irréprochable et malgré un accordage moyen, son apport est essentiel à la chanson, d'autant plus qu'il est aussi au solo de kazoo au milieu et à l'harmonica à la fin.
La section rythmique du batteur Charlie Watts et du bassiste Bill Wyman est toujours bien en place, accompagnée par la guitare rythmique de Keith Richards. Mick Jagger, pas toujours à l'aise sur les notes hautes, se rattrape sur son interprétation entre rock et comédie musicale. Le jeu de piano du musicien de session Nicky Hopkins est excellent : proche du ragtime, il apporte à la chanson une couleur vaudevillesque et décalée.
Dans la dernière partie de la chanson, le rythme s'accélère progressivement à partir de 3:08, avant d'être progressivement noyé dans la réverbération vers 3:45 avec une panoramique droite-gauche qui s'affole vers 4:07 avec beaucoup d'écho. La chanson se termine brutalement à coup d'effets précédemment cités par des rires, sûrement la conséquence de la fin rapide jouée.

## Équipe technique
- Mick Jagger : chant
- Keith Richards : guitare, chœurs
- Brian Jones : dulcimer électrique, kazoo, harmonica
- Bill Wyman : basse
- Charlie Watts : batterie
- Andrew Loog Oldham : production
- Glyn Johns : ingénieur du son (assisté par Eddie Kramer)